# 아웃레이지 비욘드
《아웃레이지 비욘드》는 기타노 다케시 감독의 2012년 일본 야쿠자 영화이다. 기타노 다케시 감독의 2010년 영화 《아웃레이지》의 속편으로, 제69회 베네치아 국제 영화제 황금사자상 경쟁 부문에 진출했다.

## 출연진
- 오토모 - 비트 다케시

### 경찰
- 가타오카 - 고자
- 한다 - 마쓰시게 유타카